# György Hölvényi

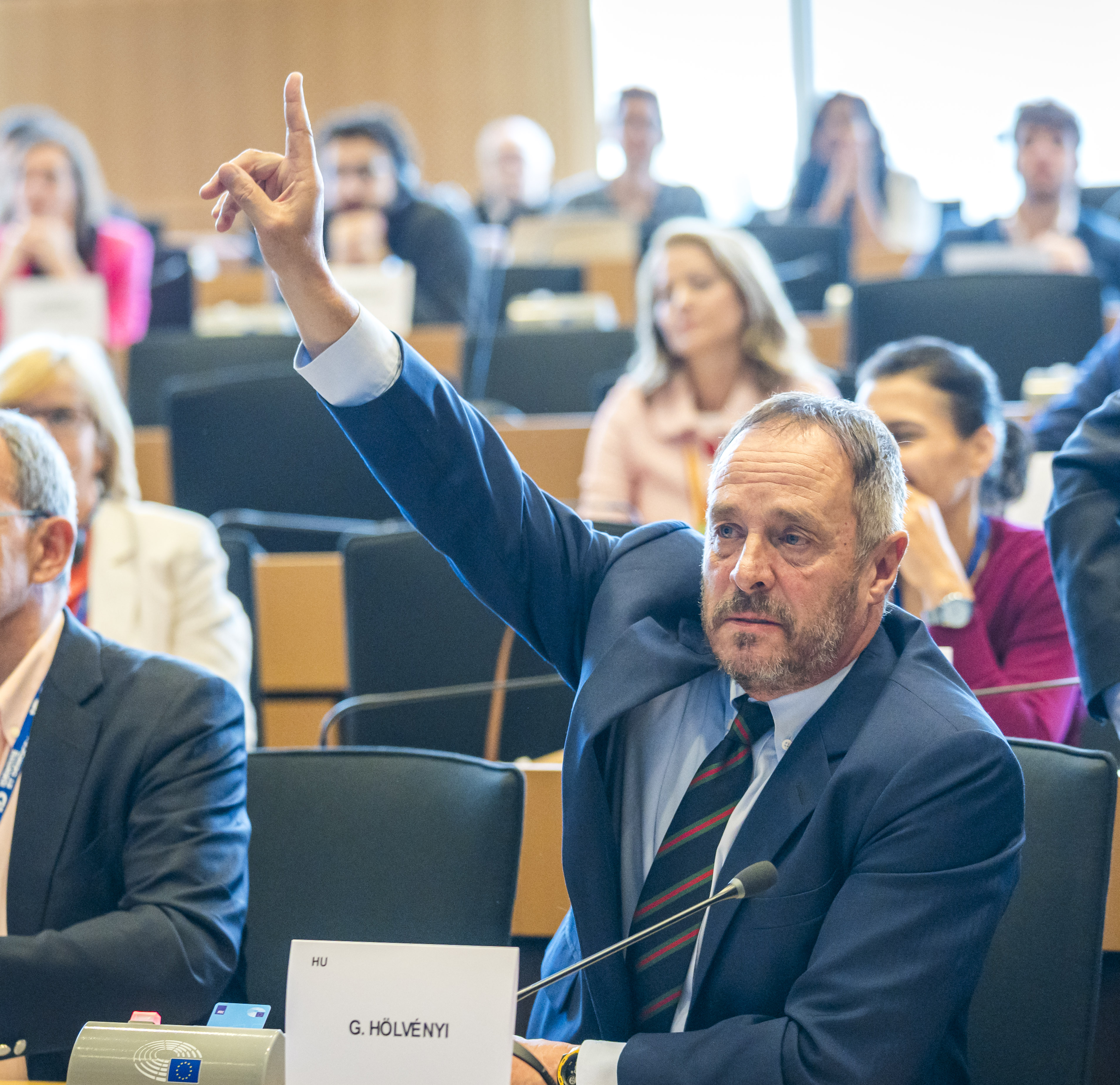
György Hölvényi (2024)

György Hölvényi (* 13. Juni 1962 in Budapest) ist ein ungarischer Politiker der Christlich-Demokratischen Volkspartei.

## Leben
Hölvényi ist seit 2014 Abgeordneter im Europäischen Parlament. Dort ist er Mitglied im Entwicklungsausschuss, im Unterausschuss Menschenrechte und in der Delegation in der Paritätischen Parlamentarischen Versammlung AKP-EU.